# Mohamed Abdel Fattah
Mohamed Abdel Fattah (* 20. November 1976) ist ein ehemaliger ägyptischer Straßenradrennfahrer.
1999 gewann Mohamed Abdel Fattah bei der Ägypten-Rundfahrt die fünfte Etappe und mit seinem Team das Mannschaftszeitfahren. In der Gesamtwertung belegte er hinter seinem Teamkollegen Amr Elnady den zweiten Platz. Außerdem wurde er Gesamtzweiter bei der Tour of FYR of Macedonia. In der Saison 2001 gewann er die Algerien-Rundfahrt und wurde bei der Ägypten-Rundfahrt erneut Zweiter der Gesamtwertung hinter Amr Elnady. Bei der Afrikameisterschaft im selben Jahr errang er die Bronzemedaille im Einzelzeitfahren.

## Erfolge
1999
- zwei Etappen Ägypten-Rundfahrt

2001
- Algerien-Rundfahrt
- Afrikanische Radsportmeisterschaften – 3. Platz